# Centro de Arriba
Centro de Arriba es una localidad del estado mexicano de Aguascalientes. Es parte del municipio de Aguascalientes.

## Demografía
| Gráfica de evolución demográfica |
|                                  |

| Censo | Población |
| ----- | --------- |
| 1950  | 269       |
| 1960  | 430       |
| 1970  | 687       |
| 1980  | 890       |
| 1990  | 956       |
| 2000  | 947       |
| 2010  | 1 064     |
| 2020  | 1 172     |